# Sunbinquan
Il Sunbinquan (孙宾拳S, lett. "pugilato di Sun Bin") è uno stile di arti marziali cinesi che deve il proprio nome al celebre stratega Sun Bin a cui richiama la propria strategia e la sua origine. In realtà le prime testimonianze storiche risalgono all'epoca della dinastia Qing.
Anche conosciuto come Changxiuquan (长袖拳S, lett. "Pugilato delle lunghe maniche") o Sanshouquan o ancora Dajiaquan (大架拳S, lett. "pugilato della grande struttura").

## La trasmissione
Si racconta che alla fine dell'epoca della dinastia Qing, a Yangguxian (阳谷县S) in Shandong, il Sunbinquan venne insegnato da un certo Zhang Bashi (张把式S) (ma alcuni riferiscono Zhang Youchun (張友春S)), che era un membro degli Yihetuan, a Yang Mingzhai (杨明斋S), il quale lo trasmise a sua volta a moltissimi allievi, in particolare all'interno del Qingdao Guoshu Guan (青岛国术馆S) dal 1918 al 1936.

## I Taolu
I Taolu sono: 
- Chuipu (锤谱S, lett. "spartito dei colpi"), una forma di base che si compone di 108 shi (figure);
- Dajia (大架S) anche detta Sunbin jiushiliu shou (孙宾九十六手S);
- Zhongjia (中架S) anche detta Lianhuanquan (连环拳S) o Sunbin Saershou (孙宾卅二手S);
- Xiaojia (小架S), è anche detta Sunbin Liushisi shou (孙宾六十四手S);
- Sijia (四架S);
- Wujia (五架S);
- Ziwu jian (子午剑S);
- Sunbin guai (孙宾拐S);
- Sunbin yue (孙宾钺S);
- ecc.

### Video
- 孫臏拳卅二手 Sunbinquan sa er shou eseguito da Damon Hwang, su youtube.com.
- il Sunbinquan in Ungheria, su youtube.com.
- Sunbinquan sa er shou, su youtube.com.
- il Sunbinquan in Ungheria, su youtube.com.